# Bioró
Bioró, właśc. Arthur Evaristo (ur. 23 grudnia 1915 w Rio de Janeiro) – piłkarz brazylijski pochodzenia polskiego, grający na pozycji defensywnego pomocnika.

## Kariera klubowa
Bioró występował w klubie Fluminense FC. Z Fluminense pięciokrotnie zdobył mistrzostwo stanu Rio de Janeiro – Campeonato Carioca w 1936, 1937, 1938, 1940 i 1941 roku.

## Kariera reprezentacyjna
Bioró zadebiutował w reprezentacji Brazylii 15 stycznia 1939 w przegranym 1-5 meczu z reprezentacją Argentyny, którego stawką było Copa Julio Roca 1939/40. Był to jego jedyny mecz w reprezentacji.